# Belako (Vizcaya)
Belako es una entidad de población española del municipio de Munguía, perteneciente a la provincia de Vizcaya, en la comunidad autónoma del País Vasco. Comprende las entidades singulares de población de Atela, Iturribaltzaga, y Llona. En 2023, la entidad colectiva de población tenía empadronados 483 habitantes.